# Premis Nacionals de Cultura 2018
Els Premis Nacionals de Cultura 2018 van ser atorgats pel Consell Nacional de la Cultura i de les Arts d'acord amb el que estableixen la Llei 6/2008, de 13 de maig, del CoNCA i el Decret 148/2013, de 2 d'abril, dels Premis Nacionals de Cultura de la Generalitat de Catalunya. El lliurament dels premis es farà al Teatre Zorrilla de Badalona el divendres 29 de juny. El CoNCA, que concedeix els premis, ha destacat que entre els premiats “conflueixen el talent i la creativitat, però també la solidesa i la trajectòria”. Tots deu “destaquen per la singular empremta que han deixat en disciplines com la literatura, les arts escèniques i visuals i el periodisme”.

## Guardonats
- Catorze[4]
- Centre de Titelles de Lleida[5]
- Josep Anton Codina[5]
- Fundació Festa Major de Gràcia[6]
- Fundació Pau Casals[7][8]
- Jesús Julve (Hausson)[9]
- Fina Miralles[10]
- Jordi Pàmias[7]
- Valentí Puig[6][7][8]
- Albert Vidal[5]